# Tuczna (gromada)
Tuczna – dawna gromada, czyli najmniejsza jednostka podziału terytorialnego Polskiej Rzeczypospolitej Ludowej w latach 1954–1972.
Gromady, z gromadzkimi radami narodowymi (GRN) jako organami władzy najniższego stopnia na wsi, funkcjonowały od reformy reorganizującej administrację wiejską przeprowadzonej jesienią 1954 do momentu ich zniesienia z dniem 1 stycznia 1973, tym samym wypierając organizację gminną w latach 1954–1972.
Gromadę Tuczna z siedzibą GRN w Tucznej utworzono – jako jedną z 8759 gromad na obszarze Polski – w powiecie bialskim w woj. lubelskim na mocy uchwały nr 5 WRN w Lublinie z dnia 5 października 1954. W skład jednostki weszły obszary dotychczasowych gromad Tuczna i Ogrodniki ze zniesionej gminy Tuczna w tymże powiecie. Dla gromady ustalono 20 członków gromadzkiej rady narodowej.
1 stycznia 1960 do gromady Tuczna włączono wsie Dąbrowica Duża i Bokinka Królewska ze zniesionej gromady Dąbrowica Duża oraz wsie Mazanówka, Kalichowszczyzna i Żuki ze zniesionej gromady Mazanówka w tymże powiecie.
1 stycznia 1962 do gromady Tuczna włączono wieś Choroszczynka ze zniesionej gromady Połoski w tymże powiecie.
Gromada przetrwała do końca 1972 roku, czyli do kolejnej reformy gminnej. 1 stycznia 1973 w powiecie bialskim reaktywowano gminę Tuczna.